# Марк Галилеянин
Марк (I век) — святой епископ Атины, священномученик. День памяти — 28 апреля, 1 октября (в Атине).
Святой Марк, именуемый Галилеянин, был одним из учеников апостола апостол Петра, поставленный епископом и отправившийся на проповедь в Марсику, Чочарию и в разные районы Кампании.
Св. Марк принял мученическую смерть в Атине во время правления императора Домициана. На месте его захоронения была воздвигнута церковь. С годами она обветшала и разрушилась, а тело святого было утрачено. В середине XI века местный епископ Лев чудесным образом обрёл тело святого и поместил их в городском соборе Успения Пресвятой Богородицы, покуда восстанавливался храм, освящённый в честь святого.
Иногда св. Марка Галилеянина отождествляют со св. Марком из Пулии.